# Император Старк
«Император Старк» (англ. Emperor Stark) — девятнадцатый эпизод второго сезона американского мультсериала «Мстители: Величайшие герои Земли».

## Сюжет
Тони Старк оставляет Вижена на месячный ремонт, сожалея, что мир нельзя починить также просто. Через 30 дней Вижен просыпается и видит, что планета под контролем Железного человека. Робот активирует выключенного Д.Ж.А.Р.В.И.С.а, и искусственный интеллект рассказывает Вижену, что Тони Старк запустил в космос спутник, распространяющий определённую энергию, а после выступил в ООН, где её члены единогласно проголосовали за роспуск организации. «Stark Industries» взяла на себя функции ООН, а Тони стал рассылать по миру Мстителей с роботами Железными людьми. Они завершили все войны и подавили сопротивление. Д.Ж.А.Р.В.И.С. сообщает, кто где есть, и предупреждает, что Капитан Америка сзади. Он пытается арестовать Вижена, но тот проецирует ему старую запись, в которой Кэп объясняет роботу, что отличает людей от машин. Стив приходит в себя, и на них нападают Железные люди. Старк тем временем беседует с Пурпурным человеком, не понимая, почему Роджерс предал его. Вижен и Кэп сбегают из особняка, и Д.Ж.А.Р.В.И.С. анализирует энергетическое поле, распространённое по миру. Они выясняют, что за этим стоит Зебедайя Киллгрэйв.
Мисс Марвел сообщает Старку, что нашла предателей, и Пурпурный человек заставляет Тони приказать убить их. Он также говорит Старку, что всё это воплощение идей Тони, а Киллгрэйв дал ему лишь импульс. Железный человек пытается сопротивляться, но у него не выходит, и он приказывает уничтожить предателей. Мисс Марвел сражается с Виженом, а Соколиный глаз — с Капитаном Америка. Кэп приводит Бартона в себя, говоря, что тот никогда не подчинялся приказам, а теперь готов пойти на верную смерть, лишь потому что Старк так сказал. Их летающий мотоцикл разбивается, но они спасаются, а Мисс Марвел, услышав взрыв, также избавляется от влияния Пурпурного человека. Капитан Америка направляется к Старку, а Вижен, Соколиный глаз и Мисс Марвел идут забрать квинжет, чтобы долететь до спутника, распространяющего энергию Киллгрэйва, и уничтожить его. Последние сталкиваются с Тором после победы над Железными людьми. Кэп приходит к Тони и борется с ним, пытаясь привести в себя, а Пурпурный человек смотрит на их битву и злорадствует. Остальным удаётся взлететь на квинжете, и Тор преследует их. У спутника герои видят Железных людей, и Бартон стреляет в них, пока Вижен отправляется разобраться с Тором. Он увеличивает свою плотность до 500 тонн и летит на асгардианца, падая с ним на землю. Спутник снова воздействует на Кэрол, и она нападает на Клинта, но он успевает выстрелить и уничтожить аппарат. Тор и Мисс Марвел приходят в себя. Старк одолевает Кэпа, и Киллгрэйв приказывает прикончить его, но в броню Тони загружается Д.Ж.А.Р.В.И.С. и активирует искусственную вентиляцию, избавляя Железнного человека от влияния Пурпурного человека. Они легко побеждают злодея, а после Старк переживает из-за того, что натворил, соглашаясь со словами Киллгрэйва, что всё это идеи Тони. Кэп подбадривает друга и говорит, что Железный человек наверняка неспроста послал Стива к Вижену в надежде, что робот его освободит.

## Отзывы
Джесс Шедин из IGN поставил эпизоду оценку 9 из 10 и написал, что «серия началась с прекрасного вступления, когда Вижен проснулся после 30-дневного ремонта и обнаружил, что Тони Старк необъяснимым образом решил захватить мир». Критик посчитал, что «эпизод, безусловно, стал ярким примером представления Вижена», отметив, что «его взаимодействия с новыми товарищами по команде были очень приятными, особенно когда Соколиный глаз отругал робота за то, что тот назвал битву [с Железными людьми] „лёгкой“». В конце рецензент написал, что «это была одна из лучших серий „Величайших героев Земли“ в этом сезоне».